# Death at a Funeral (film fra 2007)
 For alternative betydninger, se Death at a Funeral. (Se også artikler, som begynder med Death at a Funeral)
Death at a Funeral er en britisk komedie fra 2007. Filmen er instrueret af Frank Oz. Manuskriptet er af Dean Craig, som fokuserer på en familie der forsøger at løse en række problemer, mens de deltager i begravelsen af patriarken.

## Plot
Filmen foregår i England, primært i en families hjem, hvor Daniel og hans kone Jane bor med sine forældre; da historien begynder, er det den dag hvor Daniels far skal begraves, og han er selv i færd med at organisere denne begivenhed. Daniel og Jane planlægger at købe en lejlighed og bevæge sig væk fra forældrenes hjem. Daniels bror Robert, en berømt romanforfatter, som bor i New York, vil hellere bruge sine penge på en første klasses flybillet til England end at finansiere begravelsen, som efterlader Daniel til at betale begravelsen. Imens gæster begynder at ankomme til familiens hjem, hvor bisættelsen skal afholdes, kæmper han for at fuldføre en lovprisning, selvom alle forventer at Robert vil være den ene, til at levere nogle relevante anmærkninger.
Daniels kusine Martha og hendes forlovede Simon er desperate efter at gøre et godt indtryk på Marthas forkrampede far Victor. Deres håb er herfor knuste, da Martha, i håb om at berolige Simons nerver giver ham, hvad hun mener, er valium, men faktisk er en hallucinationspiller, fremstillet af hendes bror Troy, en farmaceutstuderende. På vej til begravelsen, begynder Simon at føle dens virkning.
En amerikansk dværg ved navn Peter introducerer selv til Daniel, der er for travlt til at tale med ham på det tidspunkt, og antyder, at de skal tale senere. Ingen af Daniels pårørende kan identificere manden. Begravelsen begynder og Simon mener, at han hører kradselyde i kisten. Han giver et tip om det, hvilket får kroppen til at falde ud på gulvet. Under den efterfølgende kaos, trækker Martha Simon udenfor, hvor hendes far forbyder hende at gifte sig med ham. Da Simon fortalte det, går han i panik og låser sig selv i badeværelset. I håb om at berolige ham, Martha afslører hun er gravid med deres barn.
Mens de fleste af gæsterne er fanget i Simons tilsyneladende vanvid, mødes Peter privat med Daniel og Robert og afslører at han var deres fars kæreste. Ulykkelig, at han blev efterladt med intet i deres fars testamente, afslører Peter fotografier, der viser hans forhold, og forsøg på at afpresse familien for £15.000. Brødrene er i panik og binder Peter og at berolige ham, de giver ham den hallucination som de også tror er valium. Peter formår at slippe væk, men i hans tilstand, springer han gentagne gange på sofaen, før han falder og rammer hovedet på et glassofabord. Troy og ven af familien Howard, kan ikke føle en puls, så de tror Peter er død. Tvunget til at afhænde kroppen så hurtigt som muligt, beslutter Daniel og Robert, at placere den i kisten med deres far.
Begravelsen genoptages og Daniels akavede lovprisning afbrydes, når den stadig meget-meget-levende Peter springer op fra kisten og de kompromitterende billeder falder ud af lommen til syne for alle, herunder enken, Sandra, der i chok, angriber Peter, og forsøger at kvæle ham ihjel, kun for at blive stoppet af Robert. Daniel kræver at alle forbliver rolig, og erklærer hans far var en god mand, men en med hemmeligheder, og han leverer en kærlig hyldest til manden.

## Medvirkende
- Matthew Macfadyen som Daniel
- Rupert Graves som Robert
- Andy Nyman som Howard
- Kris Marshall som Troy
- Peter Dinklage som Peter
- Keeley Hawes som Jane
- Daisy Donovan som Martha
- Alan Tudyk som Simon
- Ewen Bremner som Justin
- Peter Vaughan som Onkel Alfie
- Thomas Wheatley som The Reverend
- Jane Asher som Sandra
- Peter Egan som Victor